# 1293

## Evenimente
- 20 mai: Regele Sancho al IV-lea al Castiliei creează Studium General, predecesor al Universității Complutense din Madrid.
- 26 mai: Puternic cutremur de pământ în Kamakura, Japonia: c. 30.000 de victime.

### Nedatate
- Catholicosul, conducătorul religios al armenilor, își stabilește reședința la Sis, în Cilicia.
- Începe un nou război între Veneția și Genova.
- Kublai-han trimite o flotă în insulele din Asia de sud-est, inclusiv în Java.
- Prințul japonez Subaru ocupă provincia Fukushima.
- Regele Adolf de Nassau încearcă să achiziționeze Turingia, cu banii primiți de la regele Angliei pentru a purta război împotriva Franței; cu toate acestea, stările din Turingia refuză să îl accepte.
- Regele John Balliol al Scoției denunță jurământul de credință față de regele Eduard I al Angliei.
- Se desfășoară a treia cruciadă suedeză", condusă de Torkel Knutsson, pentru creștinarea regiunii Carelia din Finlanda; provincia este cucerită de suedezi.

## Arte, Știință, Literatură și Filosofie
- Dante Alighieri încheie lucrul la La Vita Nuova.
- Intră în funcțiune Arsenalul din Rouen.

## Nașteri
- 8 martie: Beatrice a Castiliei, regină a Portugaliei (d. 1359)
- 17 noiembrie: Filip al V-lea "cel Lung", viitor rege al Franței (d. 1322)
- Filip al VI-lea de Valois, viitor rege al Franței (d. 1350)
- Jacopo Dondi, medic și astronom din Padova (d. 1359)
- Jan de Ruysbroeck, mistic flamand (d. 1381)

## Decese
- 13 februarie: Obizzo al II-lea, marchiz de Este (n. 1247)
- 21 august: Pierre d'Abernon, poet anglo-normand (n. ?)

### Nedatate
- decembrie: Al-Ashraf Khalil, sultanul mameluc al Egiptului (n. ?)
- David al VI-lea Narin, rege al Georgiei (n. 1225)
- Dimitri de Pereiaslavl, mare cneaz de Vladimir (n. ?)
- Hendrik de Gand, filosof belgian (n. 1217)
- Ibn Abd el-Zaher, cronicar egiptean (n. 1223)
- Willem de Rubroucq, misionar flamand (n. c. 1220)

## Înscăunări
- Andrei al III-lea Alexandrovici, mare cneaz de Vladimir (1293-1304).
- Vijaya, conducător al Imperiului Madjapahit (1293-1309).